# 名都美術館
名都美術館（めいとびじゅつかん）は、愛知県長久手市にある私立美術館。

## 概要
自動車部品メーカー・林テレンプなどが出資する「林美術財団」が運営する。林美術財団創設者・林軍一が30年余かけて収集した日本画を公開するため、1987年（昭和62年）6月1日名古屋市中区上前津にある林テレンプ株式会社本社ビル2階に設置された。ただしこれは仮開設であり、1992年（平成4年）5月3日に現在地へ移転し、本開館した。
所蔵作品数は2005年（平成17年）の時点で90作家395点で、主に上村松園、伊藤小坡、鏑木清方、伊東深水らの美人画や、川合玉堂、大橋翠石などの日本画、清水公照の書画などを所蔵する。

## 主な所蔵作品
- 上村松園：「人生の花」絹本着色 1幅 1899年
- 上村松園：「春秋」 絹本着色 二曲一双 1930年
- 鏑木清方：「春の光」 絹本着色 二曲一双 1918年頃
- 伊東深水：「麗日」 紙本金地着色 六曲一双
- 西村五雲：「猛虎図」 絹本着色 六曲一双 1913年頃
- 大橋翠石：「獅子虎」絹本着色 双幅 制作年不明
- 橋本関雪：「春秋山水図」 絹本着色 六曲一双 1928年頃
- 大智勝観：「皐月頃」 紙本金地着色 二曲一双 1940年

## 交通アクセス
- 愛知高速交通東部丘陵線（リニモ） 杁ヶ池公園駅下車、徒歩で約5分。